# Альберт Рокас
Альберт Рокас  (ісп. Albert Rocas, 16 червня 1982) — іспанський гандболіст, олімпійський медаліст.

## Виступи на Олімпіадах
| Олімпіада  | Дисципліна | Місце |
| ---------- | ---------- | ----- |
| Пекін 2008 | гандбол    | 3     |